# 中国国家射箭队
中国国家射箭队，由中国女子国家射箭队和中国男子国家射箭队组成，并统一接受中国国家体育总局射击射箭运动管理中心的培训和管理。2019年6月在荷兰举行的世锦赛上，中国射箭队历史上首次夺得世锦赛男团项目冠军。

## 著名运动员
男子选手：
- 李文全
- 薛海峰
- 姜林

## 2020东京奥运会选手
男队：

- 魏绍轩
- 戴小祥
- 林良文
- 王岩
- 王大鹏
- 李佳伦
- 任进科
- 赵雪寅

女队：

- 吴佳欣
- 安琦轩
- 张心妍
- 杨晓蕾
- 龙晓清
- 张梦瑶
- 郑怡钗
- 兰璐

## 往届奥运会射箭国家队
- 2008年夏季奥林匹克运动会中国射箭队
- 2012年夏季奥林匹克运动会中国射箭队
- 2016年夏季奥林匹克运动会中国射箭队